# Notoplites uniserialis
Notoplites uniserialis är en mossdjursart som beskrevs av Roxanne Irene Hastings 1943. Notoplites uniserialis ingår i släktet Notoplites och familjen Candidae. Inga underarter finns listade i Catalogue of Life.